# JLA/Avengers
JLA/Avengers is een cross-over stripserie gepubliceerd door DC Comics en Marvel Comics. De serie draait om twee teams van superhelden; DC Comics' Justice League of America en Marvels Avengers.

## Publicatiegeschiedenis
In 1979 gingen DC en Marvel al akkoord voor een cross-overserie. De serie zou worden geschreven door Gerry Conway en getekend door George Pérez. Conway en Pérez begonnen met een potentiële cross-overserie in 1981, maar door problemen met de uitgevers werd deze serie nooit afgemaakt.
Uiteindelijk werd er wederom een overeenkomst bereikt tussen de twee bedrijven. Het verhaal dat in 1981 al was begonnen zou worden afgemaakt door schrijver Kurt Busiek en tekenaar George Perez.
Avengers/JLA werd uiteindelijk een vierdelige miniserie gepubliceerd door zowel Marvel Comics als DC Comics eind 2003, begin 2004. Delen 1 en 3 werden gepubliceerd door Marvel Comics onder de titel JLA/Avengers, terwijl delen 2 en 4 werden gepubliceerd door DC Comics onder de titel Avengers/JLA. Het gehele verhaal werd herdrukt door DC Comics eind 2005.

## Plot summary
Krona, een verbannen schurk uit het DC Universum, verkrijgt de kracht van entropie. Hij begint zich af te vragen hoe universums ontstaan, en om hierachter te komen begint hij gehele universums te vernietigen. Uiteindelijk belandt hij in het Marvel Universum, waar hij wordt opgemerkt door de Grandmaster; een alien geobsedeerd door spellen. Hij biedt Krona de kennis die hij zoekt, indien Krona belooft het Marvel Universum met rust te laten, en als Krona Grandmaster kan verslaan in een spel.
Dit spel houdt in dat de twee de Avengers en de Justice League, de grootste superheldenteams uit hun eigen universums, tegen elkaar opzetten in een zoektocht naar 12 magische of krachtige voorwerpen.
De twee teams bevechten elkaar geregeld om de voorwerpen te bemachtigen, tot een laatste confrontatie waarin Krona en de Grandmaster elkaar verraden. Krona vernietigt de Grandmaster, waarna de twee universums in beginnen te storten. De Justice League en de Avengers slaan de handen ineen om Krona te verslaan en hun universums te redden. Krona implodeert, en wordt een "cosmic egg". De twee universums keren terug naar hun oude formaat, zonder blijvende gevolgen van Krona en Grandmaster’s manipulatie.

## Teamleden
De belangrijkste personages uit het verhaal waren:
| JLA: - Superman - Batman - Martian Manhunter - Wonder Woman - Green Lantern (Kyle Rayner en Hal Jordan) - Flash (Wally West en Barry Allen) - Aquaman - Plastic Man - Atom |  | Avengers: - Captain America - Thor - Henry Pym (als Yellowjacket) - Wasp - Vision - Scarlet Witch - Iron Man - Hercules - Quicksilver - Hawkeye |